# Дозорне (Євпаторійський район)
Дозо́рне (до 1945 року — Ак-Коджа; крим. Aq Qoca) — село Євпаторійського району Автономної Республіки Крим. Розташоване в центрі району.